# Ceutorhynchus insularis
Espèce
Ceutorhynchus insularis est une espèce d'insectes coléoptères de la famille des Curculionidae. Ce charançon n'est connu que sur deux îles : une île voisine de Surtsey, au large de l'Islande, et une autre de l'archipel de Saint-Kilda.